# هاكاثون الحج

باصات نقل المشاركين في هاكاثون الحج

محطة تسجيل الدخول لهاكاثون الحج

هاكاثون الحج (بالإنجليزية: Hajj Hackathon)‏ هو الهاكاثون الأول من نوعه في منطقة الشرق الأوسط والذي أقيم في المملكة العربية السعودية تحت إدارة وإشراف الاتحاد السعودي للأمن السيبراني والبرمجة والدرونز بدعم من جوجل في الأول من شهر آب لعام 2018م. في مركز جدة للمنتديات والفعاليات. ويهدف التجمع إلى تطوير تطبيقات وتقنيات تخدم حجاج بيت الله الحرام لتشمل المنافسة فيه جميع القطاعات والمجالات المرتبطة بالخدمات التي تُقدْم في الحج مثل الصحة والحلول المالية والمواصلات والأغذية والتواصل والمرور. وقد سجّل في هذا الحدث الأول من نوعه ما يُقارب 2915 مُشاركاً من خمسين دولة من العالم والذي بدوره ساهم في كسره للرقم القياسي العالمي للهاكاثون ودخوله موسوعة جينيس العالمية كأكبر تجمع هاكاثونيّ في العالم حتى تاريخه.

## المشروعات المشاركة

المشاركين في قاعة هاكاثون الحج

تم فرز المشاريع المُشاركة في الهاكاثون خلال أيام المشاركة وتأهلت عشرة مشاريع لتنافس في نهائي الهاكاثون على المراكز الأولى:
- تطبيق رؤى مكة والذي يهدف لمشاركة مناسك الحج مع الأهل والأصدقاء.
- تطبيق مكة الآن والذي يوضّح الازدحام في موسم الحج في المطاف والجمرات من خلال الجوال أو شاشات عرض.
- تطبيق تُرجمان والذي يقوم بترجمة اللوحات الإرشادية في موسم الحج عبر قراءة رمز الكيو آر دون الحاجة لاستخدام الإنترنت.
- تطبيق المحفطة الإلكترونية الذي يمكّن الحاجّ/الحاجّة من استبدال العملة الورقية برصيد يتم استخدامه إلكترونيا في المحالّ التجارية والمطاعم.
- أساور إلكترونية للحجاج لحفظ معلومات الحجاج والتحقق من بياناتهم وتصاريح الحج.
- سلة مهملات ذكية (كومباكان) تقوم بالتنظيف بشكل آلي.
- تطبيق لإدارة المهملات أثناء موسم الحج وذلك من خلال إشعار عُمّال النظافة بأماكن السلاّت الممتلئة لغرض تفريغها.
- تطبيق يُعني بربط أي مُراجع للمستشفيات أثناء موسم الحج بالطبيب الناطق للغة المريض.
- تطبيق لربط المرشدين والمدراء لحملات الحج بمجموعاتهم لغرض الإرشاد والبلاغات السريعة.
- تطبيق عين الحاج والذي يُعنى بذوي الاحتياجات الخاصة والمكفوفين عبر توضيح إرشادات الحج صوتياً.

### الفريق الفائز

شعار مشروع ترجمان

حصل فريق «تُرجمان» على المركز الأول والذي أبدع في تصوّره والعمل عليه أربع سعوديات من مكة المكرمة وجائزة بقيمة مليون ريال. بينما حصل مشروع المحفظة الإلكترونية على المركز الثاني وجائزة بقيمة 500 ألف ريال، وتطبيق رؤى مكة على المركز الثالث وجائزة بقيمة 350 ألف ريال. 

#### فريق تُرجمان
فريق ترجمان مكون من خمسة أعضاء:
1. سماهر عبد الله الهذلي، ماجستير من جامعة الملك سعود بالرياض وخريجة بكالوريوس علوم الحاسب الآلي من الكلية الجامعية بينبع،
2. بيان علي الغامدي، مبرمجة خريجة علوم حاسب آلي من الكلية الجامعية بينبع خريجة الدبلوم العام في التربية من جامعة الملك عبد العزيز،
3. روان علي المطرفي، مبرمجة خريجة علوم حاسب آلي من الكلية الجامعية بينبع،
4. رهام زاهر المرغلاني، مبرمجة ومصممة طالبة ماجستير تقنية معلومات مؤسسية بجامعة جدة وخريجة علوم حاسب آلي من الكلية الجامعية بينع،
5. رغدة محمد القاضي، مبرمجة متخرجة من جامعة الملك عبد العزيز خريجة الدبلوم العام في التربية من جامعة الملك عبد العزيز.[7][8]

طور الفريق تطبيق «تُرجمان» وهو تطبيق متخصص للحجاج والمعتمرين يترجم لهم اللوحات الإرشادية في مكة المكرمة والمشاعر المقدسة إلى اللغات المختلفة دون الحاجة إلى الاتصال بالإنترنت عبر مسح الباركود QR.

## الجوائز[12]

### جائزة المركز الأول

جوائز هاكاثون الحج

بطاقات أحد فرق هاكاثون الحج موضوعة على طاولات المشاركين بحد اقصى 5 مشاركين لكل فريق

- تمويل قيمته 1,000,000 ريال سعودي مقابل 15%حصة من الأسهم
- تذاكر مجانية لمؤتمر المطورين في Google IO 2019 بامريكا في أبريل-يونيو
- جهاز جوجل هوم ميني مدمج بـ Google Assistant
- رصيد Google Cloud
- تذاكر مجانية لمؤتمر 2018 RiseUp Summit

### جائزة المركز الثاني
- تمويل قيمته 500,000 ريال سعودي مقابل 10% حصة من الأسهم
- تذاكر مجانية لمؤتمر المطورين في Google IO 2019 بامريكا في أبريل-يونيو
- جهاز Google Home Mini مدمج بـ Google Assistant
- رصيد Google Cloud
- تذاكر مجانية لمؤتمر 2018 RiseUp Summit

## الشركاء

الخطوط السعودية الناقل الرسمي لهاكاثون الحج

### جائزة المركز الثالث
- تمويل قيمته 350,000 ريال سعودي مقابل 7% حصة من الأسهم
- جهاز Google Home Mini مدمج بـ Google Assistant
- رصيد Google Cloud
- تذاكر مجانية لمؤتمر 2018 RiseUp Summit

### جائزة أعلى 10 فرق
- جهاز Google Home Mini مدمج بـ Google Assistant

### جائزة أعلى 20 فريق
- رصيد Google Cloud

## الشركاء[12]

### الشريك الاستراتيجي
- الهيئة العامة للرياضة (وزارة الرياضة حاليًّا)
- أرامكو السعودية

### الناقل الرسمي
- الخطوط السعودية

### الشريك الرسمي
- الهيئة العامة للمنشآت الصغيرة والمتوسطة

### الشريك التقني
- شركة ثقة لخدمات الأعمال

## التحكيم
يأخذ التحكيم كل تقديم نقاط بناء على المعايير التالية وبحد أدنى لمجموع النقاط من (0) وبحد أعلى من (20) نقطة وتكون النتيجة النهائية عبارة عن متوسط نقاط الحكام. على النحو التالي:
- التصميم

(نقاط 5) 
هل كانت تجربة المستخدم / واجهة المستخدم بديهية وجذابة؟
- البساطة

(نقاط 5) 
هل يعتبر التطبيق بسيطًا وهل يمكن للفريق أن يشرحه بوضوح في ثلاث جمل أو أقل؟
- الإبداع

(نقاط 5) 
كيف كان إبداع الفريق في تطوير حل إبداعي للتحدي؟
- الأثر

(نقاط 5) 
هل قام الفريق بعمل تطبيق يمكن أن يكون له أثر حقيقي وقيم؟

## أعضاء لجنة التحكيم[13]
1. ستيف وزنياك: شريك مؤسس في أبل.
2. سليم عبيد: مسؤول علاقات المطورين في جوجل في الشرق الأوسط وشمال أفريقيا.
3. مايلا بوتشر: كبير رؤساء التحرير في تيلا رونش.
4. سوان سيت: نائب الرئيس للتسويق في نايكي.
5. فيصل الخميسي: عضو مجلس الإدارة في الاتحاد السعودي للأمن السيبراني والبرمجة.
6. عبد الحميد شرارة: مؤسس Riseup.
7. مازن مليباري: خبير جوجل المعتمد للذكاء الصناعي.
8. عبد العزيز الحمادي: خبير جوجل المعتمد فيي إستراتيجية المنتجات.

## هاكاثون الحج في موسوعة غينيس

هاكاثون الحج في موسوعة غينيس للإرقام القياسية

دخل هاكاثون الحج موسوعة غينيس للأرقام القياسية في أكبر عدد من المشاركين بالعالم بتسجيله لـ 2950 مشاركاً ليصبح بذلك أكبر مسابقة تقنية في العالم. وكسر هذا الهاكاثون رقما قياسيا سابقا كان مسجلا باسم الهند، التي كانت استقبلت عام 2012 في إحدى المسابقات التقنية 2577 مشاركًا.